# Begonia grisea
Espèce
Synonymes
- Begonia ragozinii Schwacke[1]

Begonia grisea est une espèce de plantes de la famille des Begoniaceae. Ce bégonia est originaire du Brésil. L'espèce fait partie de la section Pritzelia. Elle a été décrite en 1859 par Alphonse Pyrame de Candolle (1806-1893). L'épithète spécifique grisea signifie « grise ».

## Description

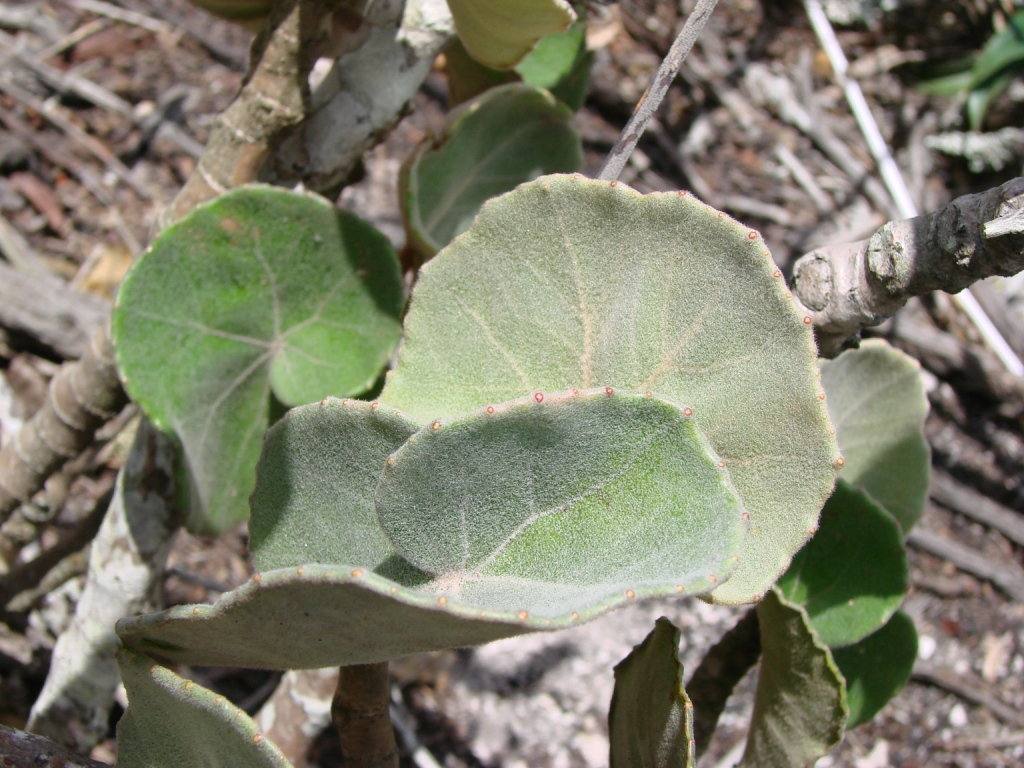
Feuillage de Begonia grisea

## Répartition géographique
Cette espèce est originaire du pays suivant : Brésil.